# Wisińcza (rzeka)
Wisińcza, lit. Visinčia – rzeka w rejonie solecznickim na Litwie, 52,8 km długości. Nad rzeką znajdują się Anuliszki, Jackany, Soleczniki Małe, Gaściewicze, Zawiszańce, Powisińcze, Skubiaty, Jundzieliszki, Gudełki, Huta Wisińczańska.